# جير هولت
جير هولت (بالنرويجية البوكمول: Geir Holte)‏ هو متزحلق نرويجي، ولد في 3 أكتوبر 1959 في درامن في النرويج.

## وصلات خارجية
- جير هولت على موقع الاتحاد الدولي للتزلج (التزلج الريفي) (الإنجليزية)
- جير هولت على موقع أوليمبيديا (الإنجليزية)